# La Presa del Gato
La Presa del Gato är en ort i Mexiko.   Den ligger i kommunen Doctor Mora och delstaten Guanajuato, i den centrala delen av landet, 230 km nordväst om huvudstaden Mexico City. La Presa del Gato ligger 2 067 meter över havet och antalet invånare är 443.
Terrängen runt La Presa del Gato är platt söderut, men norrut är den kuperad. Runt La Presa del Gato är det ganska tätbefolkat, med 67 invånare per kvadratkilometer. Närmaste större samhälle är San José Iturbide, 17,3 km söder om La Presa del Gato. Trakten runt La Presa del Gato består till största delen av jordbruksmark.